# Auxología
La auxología (del griego auxein -crecimiento- y logos -ciencia-) es un meta-término que abarca el estudio de todos los aspectos biológicos del crecimiento y desarrollo físico.
Es un campo de conocimiento multidisciplinario en el que participan las ciencias de la salud (pediatría, medicina general, endocrinología, fisiología, epidemiología), y, en menor medida: la nutrición, la genética, la antropología, antropometría, la ergonomía, la historia, la historia económica, economía , socioeconomía, sociología, salud pública, y la psicología, entre otros.

## Historia
En la Antigüedad y el Renacimiento, el interés por las medidas corporales era meramente estético. Los primeros estudios sobre el crecimiento se remontan a finales del siglo XVII. En 1654, Johann Sigismund Elsholtz, un médico alemán, se gradúa en Padua con una tesis titulada "Anthropometria". Es la primera vez que se utiliza esta palabra como sinónimo de "medida del hombre".
La auxología, como término, es mucho más reciente. Fue introducido por Paul Godin (1860-1942), un médico francés, en un artículo publicado en 1919: "La méthode auxologique". Durante los años 1930-1970 en EE. UU. y 1950-1980 en Europa, se desarrollaron varios estudios longitudinales de crecimiento1. Gracias a ellos se han establecido gráficas de crecimiento de referencia para diferentes poblaciones, se han diseñado nuevos instrumentos antropométricos más fiables y se han desarrollado métodos para valorar el ritmo de maduración de un sujeto o para establecer fases en el desarrollo puberal normal.